# 얀 보스
얀 보스(네덜란드어: Jan Bos, 1975년 3월 29일~)는 네덜란드의 은퇴한 스피드스케이팅, 자전거 경기 선수이다. 올림픽에 4회 참가하여 은메달 2개를 획득했으며, 세계 스프린트 선수권 대회에서 1회 우승했다.